# Vladas Nagevičius
Vladas Nagevičius, litovski general, * 1881, † 1954.